# Dangerous Trails
Dangerous Trails er en amerikansk stumfilm fra 1923 af Alan James.

## Medvirkende
- Irene Rich som Grace Alderson
- Tully Marshall som Steve Bradley
- Noah Beery som Criswell
- Allan Penrose som Roland St. Clair
- William Lowery som Jean Le Fere
- Jack Curtis som Wang
- Jane Talent som Beatrice Layton